# 韦尔奈松
韦尔奈松（法語：Vernaison，法語發音：[vɛʁnɛzɔ̃]）是法国里昂大都会的一个市镇，属于里昂区。

## 地理
韦尔奈松（45°38'52"N, 4°48'41"E）面积4.03 平方千米，位于法国奥弗涅-罗讷-阿尔卑斯大区里昂大都会，后者为法国的一个特殊地位集体，自2015年脱离罗讷省成立，位于法国中东部，中心城市为里昂。
与韦尔奈松接壤的市镇（或旧市镇、城区）包括：米耶里、罗讷河畔塞雷赞、格里尼、沙尔利、伊里尼、索莱兹。
韦尔奈松的时区为UTC+01:00、UTC+02:00（夏令时）。

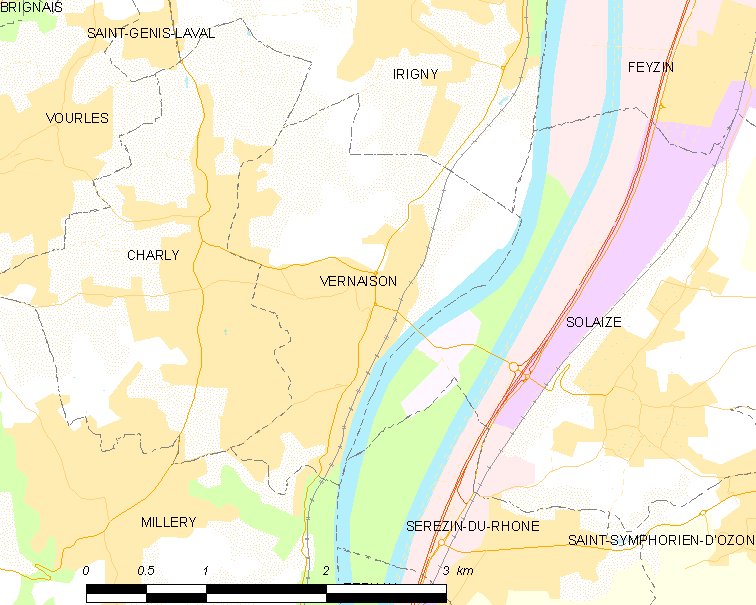
韦尔奈松的OSM定位图

## 行政
韦尔奈松的邮政编码为69390，INSEE市镇编码为69260。

## 政治
韦尔奈松的现任市长为朱利安·维耶马尔（Julien Vuillemard）先生，任期为2020-2026年。

## 经济
韦尔奈松既有传统企业和商店，也有科技公司。
集市在周三上午和周六上午开张。

## 人口

1962-2008年间韦尔奈松人口变化图示

韦尔奈松于2022年1月1日时的人口数量为5175人。